# 植田重雄
植田 重雄（うえだ しげお、1922年12月24日 ‐ 2006年5月14日）は、日本の宗教学者、早稲田大学名誉教授。

## 生涯
静岡県生まれ。早稲田大学文学部卒。1976年、「宗教現象における人格性・非人格性の研究」で文学博士（早大）。早稲田大学商学部助教授を経て、教授。1983年に定年退任、名誉教授。1999年、勲三等瑞宝章受章。
ヨーロッパの宗教民俗学や、キリスト教神秘主義を研究した他、師事した会津八一の著作の編纂・多くの評伝研究を著した。
2006年5月14日、胃癌のため死去。

## 著書
- 旧約の宗教精神 早稲田大学出版部 1960
- 存在の岸辺 抒情歌集 河出書房新社 1965
- 會津八一 短歌とその生涯 文藝春秋 1969
- 會津八一とその芸術 早稲田大学出版部 1971
- 神秘の芸術 リーメンシュナイダーの世界 新潮選書 1976
  - リーメンシュナイダーの世界 恒文社 1997.7
- 宗教現象における人格性・非人格性の研究 早稲田大学出版部 1979.2
- ヨーロッパ歳時記 岩波新書 1983.10
- ヨーロッパの祭と伝承 早稲田大学出版部 1985.2 / 講談社学術文庫 1999.4
- 六曜星 歌集 アポロン社 1986.8
- 聖母マリヤ 岩波新書 1987.3
- 秋艸道人 會津八一の生涯 恒文社 1988.7
- 守護聖者 人になれなかった神々　中公新書 1991.11
- ヨーロッパの心 ゲルマンの民俗とキリスト教　丸善ライブラリー 1994.9
- 秋艸道人 會津八一の芸術  恒文社 1994.12
- ヨーロッパの神と祭 光と闇の習俗 早稲田大学出版部 1995.9
- 坪内逍遥 文人の世界 恒文社 1998.6
- 秋艸道人 會津八一の學藝 清流出版 2005.2

### 共著編
- 宗教者の言葉 信仰か信念か。この世を否定した人びと 田中元・水林澄雄 評論社 1968
- 秋艸道人 會津八一書簡集 恒文社 1991.1

## 翻訳
- ヘブライ人とギリシャ人の思惟 トーレイフ・ボーマン 新教出版社 1957
- 歴史はスメールに始まる サミュエル・ノア・クレイマー 佐藤輝夫共訳 新潮社 1959
- 人間の復興 マルティン・ブーバー 河出書房新社 1964
- 石器時代への旅 秘境ニューギニアを探る H.ハーラー 近藤等共訳 新潮社 1964
  - 石器時代への旅 ハインリヒ・ハラー 世界探検全集・河出書房新社 1978、新版2022
- われとなんじ M.ブーバー 現代人の思想 3・平凡社 1967
  - 我と汝・対話 マルティン・ブーバー 岩波文庫 1979.1
- シレジウス瞑想詩集 上・下、加藤智見共訳 岩波文庫 1992.3

アンゲルス・シレジウス（1624年 - 1677年）は、近世期のドイツ神秘主義の宗教家・詩人。

## 参考記事
- 著書に記載の略歴、死去時の新聞記事より。